# Corna (Rumunia)
Corna – wieś w Rumunii, w okręgu Alba, w gminie Roșia Montană. W 2011 roku liczyła 138 mieszkańców.